# Nova Vas (gmina Kršan)
Nova Vas – wieś w Chorwacji, w żupanii istryjskiej, w gminie Kršan. W 2011 roku liczyła 69 mieszkańców.